# مهدی نبو
مهدی نِبو (فرانسوی: Mehdi Nebbou‎؛ زادهٔ ۱۰ ژانویهٔ ۱۹۷۴) هنرپیشه اهل کشور فرانسه است. وی در خانواده‌ای مسلمان و در شهر بایون متولد شد. مادرش اصالت آلمانی و پدرش اصالت الجزایری دارند. وی از سال ۱۹۹۸ میلادی تاکنون مشغول فعالیت بازیگری بوده‌است. این هنرمند به چهار زبان انگلیسی، فرانسوی، آلمانی و ایتالیایی مسلط است. از فیلم‌هایی که وی در آن نقش داشته‌است می‌توان به مونیخ، یک مشت دروغ، ۱۱٫۶ و کارچاق‌کن و خانه مد گوچی اشاره کرد.